# W Bootis

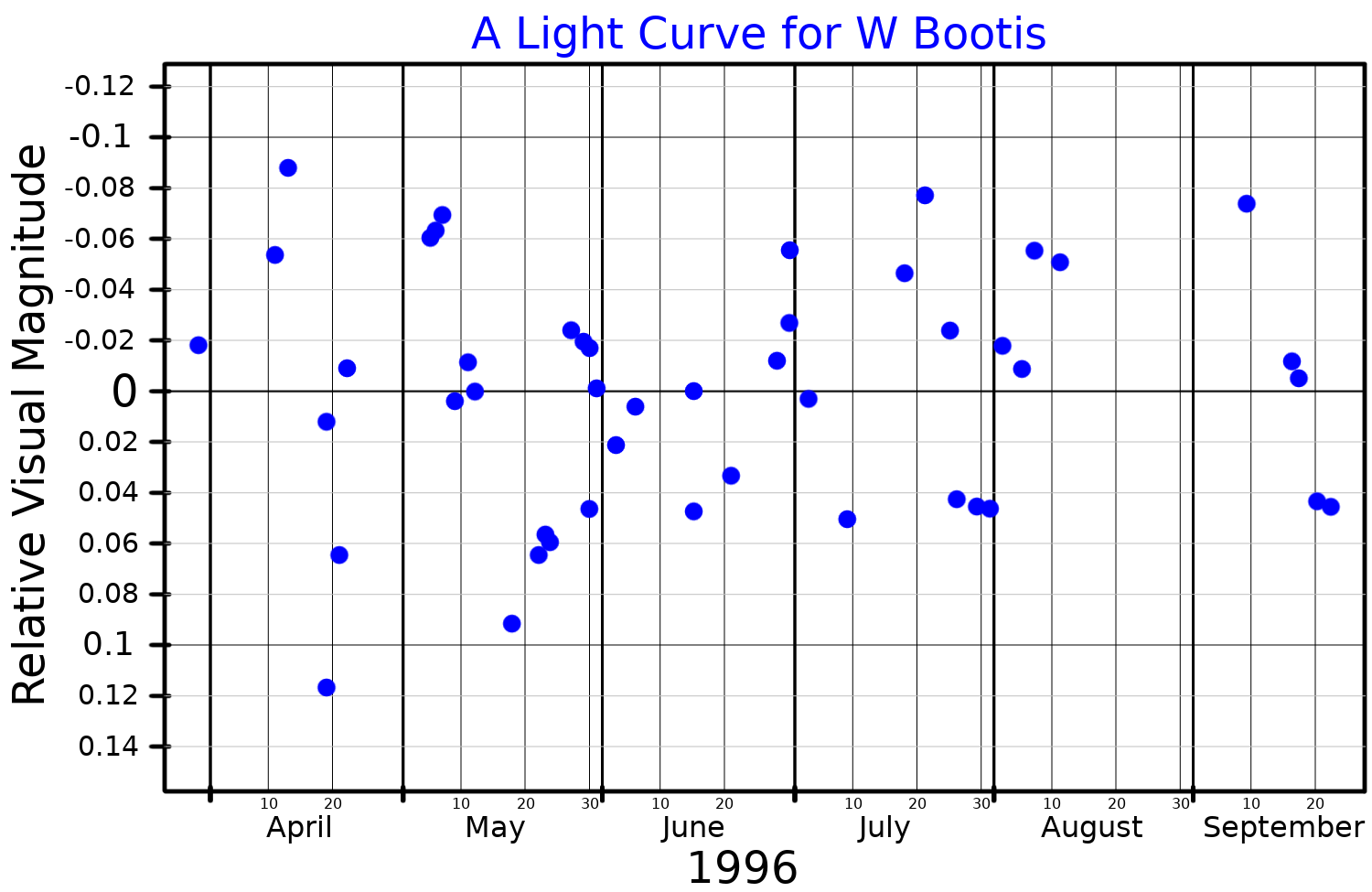
Curva de luz de W Bootis

W Bootis (W Boo / 34 Bootis / HD 129712 / HR 5490) es una estrella variable en la constelación de Bootes, el pastor, de magnitud aparente +4,83. Se encuentra aproximadamente a 890 años luz del sistema solar. 
W Bootis es una gigante roja de tipo espectral M3III con una temperatura efectiva de 3760 K. Su luminosidad, incluyendo la luz infrarroja emitida, es 2990 veces mayor que la del Sol. Su radio es 130 veces más grande que el radio solar, equivalente a 0,60 UA. Con una edad de 100 millones de años, W Bootis nació como una estrella azul de tipo B4 —similar a como pueda ser hoy λ Crucis— hace unos 100 millones de años; como estrella gigante no se sabe si está aumentando su brillo por vez primera con un núcleo inerte de helio o si lo está haciendo por segunda vez con un núcleo inerte de carbono y oxígeno. 
W Bootis está clasificada como una estrella variable semirregular con una variación en su brillo entre magnitud +4,73 y +5,40, con un incierto período de 30 o 450 días. Estudios recientes indican que la variación puede ser de apenas unas centésimas de magnitud con un período principal de 35,2 días.